# Государственное регулирование экономики
Госуда́рственное регули́рование эконо́мики — комплекс мер, действий, применяемых государством для коррекций и установления основных экономических процессов.

## Определение
Согласно БРЭ государственное регулирование экономики — это форма участия государства в экономике, направленная на реализацию общенациональных интересов, определяющая ориентиры и механизмы социально-экономического движения общества.

## Цель государственного регулирования
Цель государственного регулирования экономики — сформировать
наиболее благоприятные условия для поддержания экономического развития и сохранения стабильности общества. Некоторые ученые дополняют эту цель такими задачами, как необходимое обеспечение темпов роста валового национального продукта, сокращение безработицы, стабилизация цен и поддержание выгодной внешнеэкономической политики.
Государство отвечает за:
- Фискальную политику (бюджет, налоги);
- Монетарную политику (денежные средства, регулирование кредитного рынка);
- Регулирование внешней торговли;
- Контроль распределения доходов.

## Механизмы государственного регулирования экономики
- Бюджетно-налоговая (фискальная) политика — деятельность государства в области налогообложения, регулирования государственных расходов и государственного бюджета. Направлена на поддержание стабильного развития экономики, предотвращение инфляции и обеспечение занятости населения.
- Денежно-кредитная (монетарная) политика — контроль над денежной массой в экономике. Её цель — поддержка стабильного развития экономики.

## Методы государственного регулирования экономики
Методы регулирования разделяются на:
- административный метод: лицензирование отдельных видов деятельности, применение экспортных и импортных квот, квотирование рабочих мест, замораживание цен и т. д.;
- правовой метод: гражданское и хозяйственное законодательство, устанавливающее систему норм и правил;
- прямой метод: безвозмездное и льготное субсидирование, предоставление субвенций, дотаций, доплат, налоговых льгот, льготных кредитов и государственных гарантий;
- косвенный метод: денежная политика, налоговая политика, социальная политика, валютная политика, таможенно-тарифная политика.

## Формы государственного регулирования
- Государственные целевые программы (социальные).
- Прогнозирование;
- Моделирование ситуаций.

Регулирование государства распространяется и на технические аспекты деятельности. Это так называемое «техническое регулирование». Это регулирование имеет общие «централизованные механизмы», которые характерны и для экономического регулирования.

## Причины регулирования
- Наличие частного и государственного характера производства;
- Научно-технический прогресс;
- Тенденция к монополизации;
- Наличие международной конкуренции.